# Parafia św. Stanisława w Krynicach
Parafia Świętego Stanisława w Krynicach – rzymskokatolicka parafia należąca do dekanatu Tomaszów-Północ diecezji zamojsko-lubaczowskiej. 
Parafia została utworzona w 1925. Mieści się pod numerem 1. Prowadzą ją księża diecezjalni.
Do parafii należą wierni z następujących miejscowości: Krynice, Majdan Krynicki, Polanówka, Polany, Romanówka i Zadnoga.